# 卒業文集
卒業文集（そつぎょうぶんしゅう）とは、主に小学校、中学校、および高等学校で作成される記念品の一種。

## 概要
卒業アルバムと同じく、児童および生徒が学校の卒業に際し課題に基づく、もしくは自由に課題を設定して文章を作成し教職員が手配した業者によって装丁が行われ、卒業式およびその前後に配布されるが、必ずしも作成されるわけではない。内容は将来の夢についてや在校時の思い出、クラブ活動での経験から得たこと感じたことなどを題材にする場合が多い。文集の中には学生の文集だけでなく学級の出来事のページや教員らの文章などの頁が設けられることもある。

## 実施の目的
文章作成を通じて、手元に残る自身の思いを込めた記念品を作ること、文章作成能力向上のためなどにある。

## 付随する問題
生徒本人の自筆によって書かれ、教師による校正もないため、誤字・脱字があった場合は将来にわたって禍根を残すことになる。日本では児童や生徒がのちに重大な事件の加害者・被害者となった際に、本人の人物像を伝える参考資料として、近年マスメディアが極秘に卒業文集を入手し、文面が公開され紹介されることも多い。また、「将来事件を起こしそうな人」「将来ホームレスになっていそうな人」等といった、人格を傷つけるような不謹慎なアンケートが実施されたことがあり、マスメディアによって報道されて問題になったことがある。